# Juan Beneyto Pérez
Juan Beneyto Pérez (Villajoyosa, 27 de agosto de 1907-Madrid, 25 de febrero de 1994) fue un jurista, escritor y político español.

## Biografía
Nacido el 27 de agosto de 1907 en la localidad alicantina de Villajoyosa, se licenció en derecho en la Universidad de Valencia. Se doctoró en derecho y ciencias políticas por la Universidad de Bolonia. Sus primeros trabajos versaron sobre Derecho Foral, publicados en su mayor parte en el Boletín de la Sociedad Castellonense de Cultura. En el año 1932 fue uno de los signatarios de las Normas de Castellón que suponían para la variedad valenciana de la lengua catalana la transposición de los criterios ortográficos de Pompeu Fabra.
Pronto simpatizó con el fascismo, lo que quedó reflejado en varias obras de marcado carácter ideológico y propagandístico como Nacionalsocialismo (1934) —una obra exaltadora del Tercer Reich—, España y el problema de Europa (1942), etc. Fue uno de los fundadores del diario falangista Arriba. Durante la guerra civil española se estableció en San Sebastián, donde dirigió la revista Valencia con Teodoro Llorente Falcó. 
Terminada la guerra civil ocupó cargos políticos, como la Presidencia del Consejo Nacional de Prensa y de la Sociedad Hispano-Alemana. En 1939 publicó el libro El nuevo Estado español en el que, siguiendo las tesis del historiador del Derecho y militante fascista italiano Arrigo Solmi, defendía el nacionalsocialismo como modelo de gobierno del general Franco en el régimen recién implantado.
En la oficina de censura, bajo el régimen franquista, se encargó de la sección de libros, llegando a contar como colaborador censor con el futuro premio Nobel Camilo José Cela. Como catedrático de Derecho de la Universidad Complutense de Madrid publicó numerosos trabajos de investigación en materia de derecho, historia y medios de comunicación social. También se dedicó al periodismo, y llegó a ser decano de la Facultad de Ciencias de la Información de la Universidad Complutense.
Fue director general de prensa entre 1957 y 1958.
Estrechamente vinculado a la Comunidad Valenciana colaboró con Lo Rat Penat y fue académico de la Real Academia de Cultura Valenciana.

## Obras
- Los medios de cultura y la centralización bajo Felipe II, Reus, Madrid, 1927, 150 pp.
- Derecho histórico español, 2 volúmenes, Bosch, 1930, 300 pp. + 307 pp.
- Fuentes de Derecho Histórico español, Bosch, Barcelona, 1931, 196 pp.
- Regulación del trabajo en la Valencia del 500, Anuario de Historia del Derecho español, Madrid, 1931, 134 pp.
- — (1932). Preliminars per a l'estudi del nostre dret.
- — (1933). Il diritto catalano in Italia.
- — (1934). Iniciació a la història del dret valencià.
- Nacionalsocialismo, Labor, Barcelona, 1934, 198 pp.
- — (1939). El nuevo Estado español.
- El Partido. Estructura e Historia del Derecho público totalitario, Colección Hispania, Zaragoza, 1939, 245 pp.
- Vázquez de Mella. Antología, Ediciones Fe, Barcelona, 1939
- Manual de Historia del Derecho, Librería General, Zaragoza, 1940, 273 pp.
- Estudios sobre la historia del régimen agrario, Bosch, Barcelona, 1941, 199 pp.
- — (1942). España y el problema de Europa.
- Tres historias de unidad, Educación Popular, Madrid, 1943, 148 pp.
- Textos políticos españoles de la Baja Edad Media, Instituto de Estudios Políticos, Madrid, 1944, 382 pp.
- Ideas políticas de la Edad Media Antología, Ediciones Fe, Madrid, 1944, 168 pp.
- Ginés de Sepúlveda. Humanista y soldado, Editora Nacional, Madrid, 1944, 168 pp.
- El rostro de España, Editora Nacional, Madrid, 1945, 474 pp.
- Lección sabida: Política de letras y de Historia, Editora Nacional, Madrid, 1945, 205 pp.
- Introducción a la Historia de las doctrinas políticas, Bosch, Barcelona, 1947
- Fortuna de Venecia. Historia de una fama política, Madrid, Revista de Occidente, 1947, 117 pp.
- Trajano, el mejor príncipe, Madrid, Editora Nacional, 1949, 148 pp.
- Historia de las doctrinas políticas, Aguilar, Madrid, 1950, 469 pp.
- El Cardenal Albornoz, Madrid, Espasa Calpe, 1950, 350 pp.
- Espíritu y Estado en el siglo XVI. Ensayos sobre el sentido de la cultura moderna, Aguilar, 1952, 164 pp.
- Mass Communications. Un panorama de los medios de información en la sociedad moderna, Madrid, Instituto de Estudios Políticos, 1957, 296 pp.
- Historia de la Administración española e iberoamericana, Aguilar, 1958, 632 pp.
- — (1961). Teoría y Técnica de la opinión pública.
- Información y sociedad. Los mecanismos sociales de la actividad informativa, Madrid, Revista de Occidente, 1970, 241 pp.
- Conocimiento de la información, Alianza, Madrid, 1973
- Historia social de España y de Iberoamérica, Madrid, Aguilar, 1973
- España en la gestación histórica de Europa, Madrid, Centro de Estudios Políticos y Constitucionales, 1975, 452 pp.
- — (1975). La información configurante. Once ensayos sobre la influencia de los "mass media".
- Los orígenes de la Ciencia Política en España, Madrid, Doncel, 1976, 365 pp.
- — (1979). La identidad del franquismo, del Alzamiento a la Constitución.
- — (1982). El color del cristal. Mecanismos de manipulación de la realidad.